# Komodo IDE
Komodo IDE — інтегроване середовище розробки (IDE) для динамічних мов програмування.
Представлений в травні 2000 року. Багато функцій Komodo походять від вбудованого інтерпретатора  Python.